# Prepublicación
En el sistema de publicaciones académicas, una prepublicación o preimpresión (en inglés preprint) es una versión de un artículo académico o científico que precede a la revisión formal entre pares y a la publicación en una revista académica o científica. La preimpresión puede estar disponible, a menudo como una versión no tipográfica disponible gratuitamente, antes y/o después de que se publique un artículo en una revista académica.

## Publicaciones científicas
Existen dos tipos de publicaciones científicas : la « prepublicación » y el « postdocumento ».
Las prepublicaciones son escritos que no aún han sido sometido a procesos de revisión por pares (comité científico, comité de lectura, jurado) antes de estar disponibles de manera pública. Habitualmente sólo han pasado por una etapa de moderación (o screening) en la que se verifica que el material cumpla con ciertos aspectos básicos, por ejemplo, que el contenido sea de carácter académico, que esté debidamente atribuido, etc. Corresponde subrayar que esta etapa de moderación no equivale ni reemplaza a la revisión por pares.
Los postdocumentos (o postprints) por el contrario, ya han pasado alguna etapa de certificación, y por tanto son admitidos para su difusión en una revista científica o por parte de alguna casa editorial. Se trata ya sea de la « versión autor corregida y ampliada » (escrito final del autor que integra las correcciones señaladas por los pares y sus propias modificaciones), o ya sea de la « versión edición » (versión depurada de errores de imprenta y con correcciones introducidas por el autor, que finalmente es publicada por el editor).
En los dos casos, puede tratarse de comunicaciones en congresos, tesis doctorales o de maestría, artículos, capítulos de obras, actas de coloquios, publicaciones en revistas científicas o de divulgación sin comité de lectura (sin comité de selección), etc.

## Literatura
El folletín o feuilleton del siglo XIX, el samizdat en los países del llamado Bloque del Este, y accesoriamente también la revista literaria, o Internet, o incluso la prensa cotidiana, son distintas vías de prepublicación utilizadas en literatura, para dar a conocer ciertos contenidos de una manera más informal o menos oficial, con menores costes asociados y/o a modo de ensayo o de adelanto. En cierto sentido, una prepublicación cumple una función análoga al preestreno de las obras cinematográficas o teatrales.

## Historietas
También se prepublican las historietas y los mangas, y en muchos casos ello se hace en la prensa cotidiana, semanal, o mensual, tanto en publicaciones nacionales como regionales.
Los llamados libros de historietas y los magacines de prepublicación de mangas también publican historias de BD en sus páginas, y que si su popularidad lo justifica, luego son publicados en forma de álbum.
Incluso ciertos editores y ciertos autores hacen prepublicaciones de historietas y de mangas en línea (Internet).